# Schloss Schönwaldau

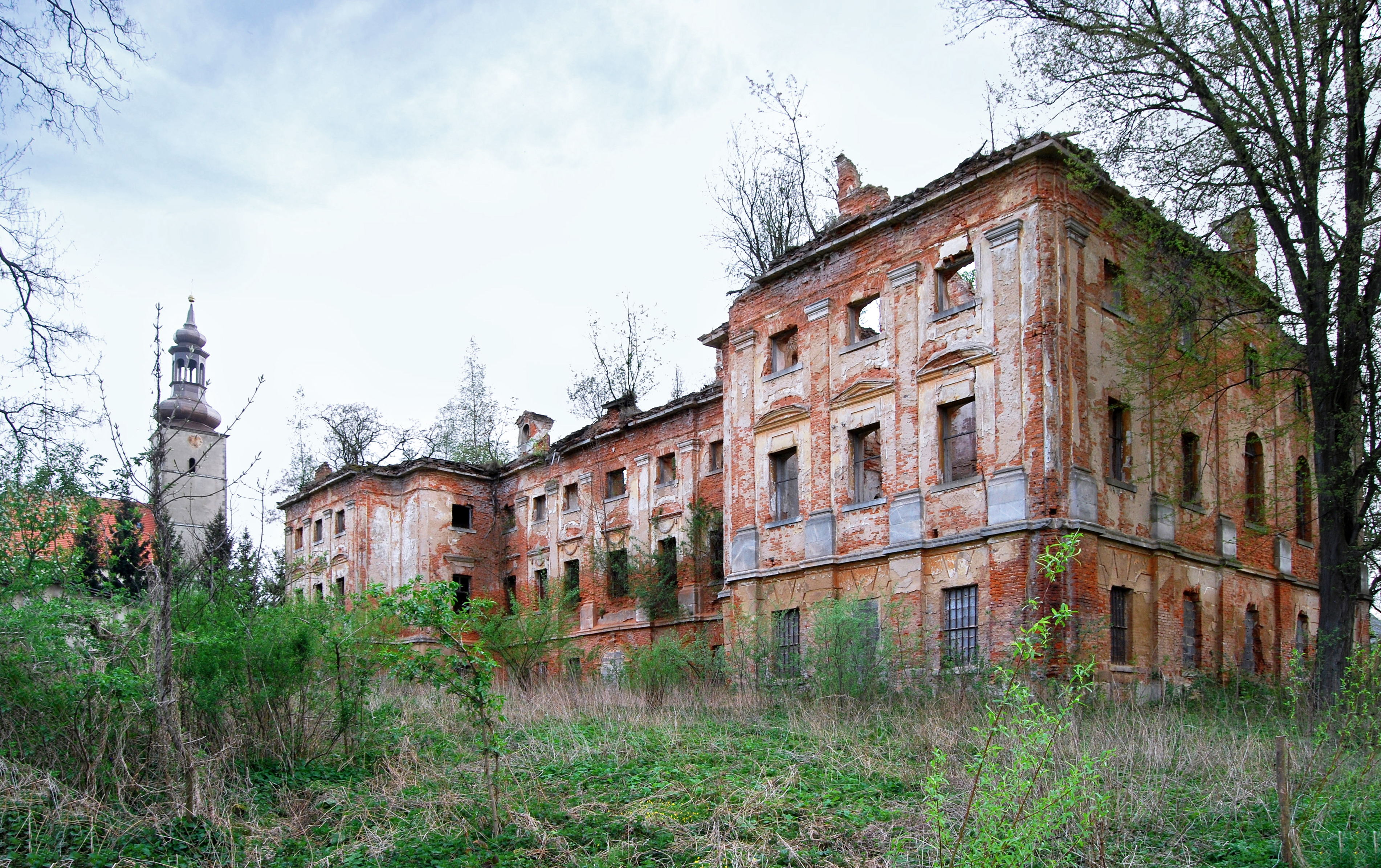
Frontansicht, im Hintergrund die kath. Dreifaltigkeitskirche in Schönwaldau

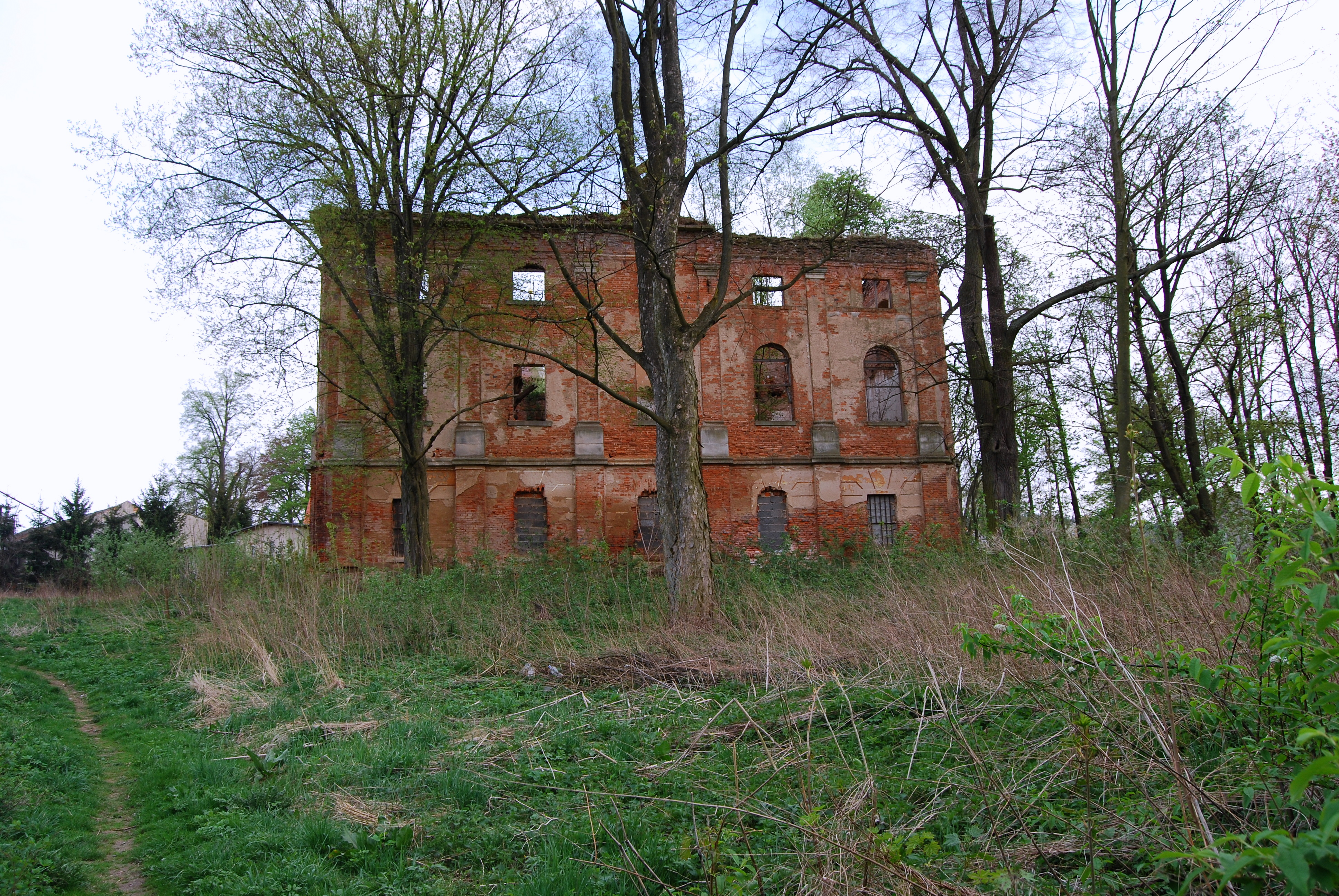
Seitenansicht

Das Schloss Schönwaldau liegt im Westen der polnischen Gemeinde Świerzawa (deutsch Schönau an der Katzbach) im Dorf Rząśnik (Schönwaldau) in der Woiwodschaft Niederschlesien.

## Geschichte und Beschreibung
Das Schloss Schönwaldau wurde 1734 vom Baumeister J. B. Holtzhausen nach dem Entwurf von Martin Frantz errichtet. Es steht auf einem rechteckigen Grundriss mit drei Risaliten und Seitenflügeln, hat zwei Obergeschosse und ein Dachgeschoss unter einem Mansarddach mit Lukarnen. Die Fassaden des Erdgeschosses waren mit Bossenwerk gestaltet, die der Obergeschosse mit Pilastern aufgeteilt.
Das Schloss blieb nach 1945 unbenutzt und verfiel zur Ruine. Es sind einige Erdgeschossräume mit Tonnengewölben erhalten geblieben.
Die Ruine wurde am 18. März 1959 unter A/5490/572 in das Verzeichnis der Baudenkmäler der Woiwodschaft Niederschlesien eingetragen.